# Elezioni presidenziali in Zambia del 2015
Le elezioni presidenziali in Zambia del 2015 si tennero il 20 e il 21 gennaio; furono indette in seguito alla morte del Presidente Michael Sata, eletto nel 2011 con un mandato di cinque anni.

## Risultati
| Edgar Lungu        | Fronte Patriottico                         | 807 925   | 48,84 |  |  |  |  |  |
| Hakainde Hichilema | Partito Unito per lo Sviluppo Nazionale    | 780 168   | 47,16 |  |  |  |  |  |
| Edith Nawakwi      | Forum per la Democrazia e lo Sviluppo      | 15 321    | 0,93  |  |  |  |  |  |
| Nevers Mumba       | Movimento per la Democrazia Multipartitica | 14 609    | 0,88  |  |  |  |  |  |
| Tilyenji Kaunda    | United National Independence Party         | 9 737     | 0,59  |  |  |  |  |  |
| Eric Chanda        | Partito della Quarta Rivoluzione           | 8 054     | 0,49  |  |  |  |  |  |
| Elias Chipimo Jr   | National Restoration Party                 | 6 002     | 0,36  |  |  |  |  |  |
| Godfrey Miyanda    | Heritage Party                             | 5 757     | 0,35  |  |  |  |  |  |
| Daniel Pule        | Partito Democratico Cristiano              | 3 293     | 0,20  |  |  |  |  |  |
| Ludwig Sondashi    | Partito per le Alternative Democratiche    | 2 073     | 0,13  |  |  |  |  |  |
| Peter Sinkamba     | Partito Verde dello Zambia                 | 1 410     | 0,09  |  |  |  |  |  |
| Totale             | Totale                                     | 1 654 349 | 100   |  |  |  |  |  |
|                    |                                            |           |       |  |  |  |  |  |
| Voti non validi    | Voti non validi                            | 17 313    | 1,04  |  |  |  |  |  |
| Votanti            | Votanti                                    | 1 671 662 |       |  |  |  |  |  |